# Kathryn Merteuil
Kathryn Merteuil es un personaje ficticio que aparece en las películas Cruel Intentions y Cruel Intentions 2, interpretado por las actrices Sarah Michelle Gellar y Amy Adams, respectivamente. Basado en la Marquesa de Merteuil en la novela de Pierre Choderlos de Laclos Las amistades peligrosas, Kathryn es la antagonista principal de la saga.

## Argumento

### Cruel Intentions
Kathryn está retratada como una manipuladora nata que utiliza y destruye a las personas para su propia distracción. Rica, hermosa y popular, Kathryn es parte de la élite social del Upper East Side. Esconde su verdadera naturaleza detrás de la fachada de un modelo de conducta profundamente religioso y estudiante, el cual todo el mundo se cree excepto su hermanastro igualmente narcisista Sebastian Valmont. En la película,  hace una apuesta con Sebastian en la que este debe desvirgar a una joven chica llamada Annette. Si gana Kathryn y Sebastian no logra su objetivo,  conseguirá el fabuloso coche de Sebastian; si gana él,  conseguirá lo que tanto ansía, tener relaciones sexuales con Kathryn. También manipula a una inocente estudiante llamada Cecile para vengarse de su exnovio, el cual la dejó por Cecile aunque esta última no lo sabe. Sebastian finalmente desarrolla sentimientos sinceros hacia Annette e intenta acabar con la apuesta. En una rabia celosa, Kathryn teje una red de mentiras en la que Sebastian acabará muerto. Annette encuentra el diario de Sebastian en el que se detalla la apuesta y como es Kathryn en realidad, haciendo que la reputación de esta última se vuelva contra ella.
Kathryn es también descrita como adicta a la cocaína, la cual esconde en su rosario, lo cual detalla Sebastian en su diario. 
Ocasionalmente,  muestra señales de posesión hacia Sebastian, y se sugiere que los dos están enamorados el uno del otro. Comparten una relación compleja.

### Cruel Intentions 2
En la secuela de la película original, una precuela, nos encontramos con una Kathryn más joven. Al igual que en la primera película,  manipula y controla a todo el mundo que está a su alrededor, y se muestra como convierte a Sebastian en un mujeriego. La película retrata su primer encuentro, y cómo empiezan a destruirse y a seducirse el uno al otro. A su vez, también se muestra seduciendo al director de su escuela, y después, chantajeandole para que haga lo que ella quiera.

### Cruel Intentions 3
Mientras Kathryn no aparece en la tercera película de la franquicia, el personaje principal de esta película - la prima igualmente manipuladora de Kathryn, Cassidy Merteuil - revela que actualmente es una paciente de una clínica de metadona.

## Caracterización
Kathleen Sweeney ve a Merteuil como una de "las chicas malas de Hollywood", un personaje tipo que Sweeney considera parecido al de Veronica Sawyer en la película de 1988 Heathers. Sweeney sugiere que 1999 "dio a los espectadores dos manipuladoras Abejas Reina morenas": Kathryn Merteuil en Cruel Intentions y Courtney Alice Shayne en Jawbreaker. Sweeney nota que en ambas películas, "las Reinas de la Maldad son castigadas por sus compañeros, pero no antes de dominar el instituto." Merteuil, como sugiere Sweeney, "mantiene la apariencia de inocente hasta casi el final." Samantha Lindop clasifica a Merteuil como una fille fatale (una joven femme fatale) y la compara con Adrian Forrester en The Crush.
Richard Burt sugiere que Merteuil es "castigada por ser hermosa y lista" y que no es capaz de retener a chicos que prefieren irse con chicas más estúpidas." Burt continúa diciendo que Merteuil es una "puta" que es "incapaz de amar" y es "finalmente humillada para su destructiva indecencia."
La interpretación de Gellar sobre Merteuil fue parodiada en 2001 en la película Not Another Teen Movie, en la que Mia Kirshner interpretó a Catherine Wyler, "La Chica Más Mala de la Escuela".